# Plebiscit na Těšínsku

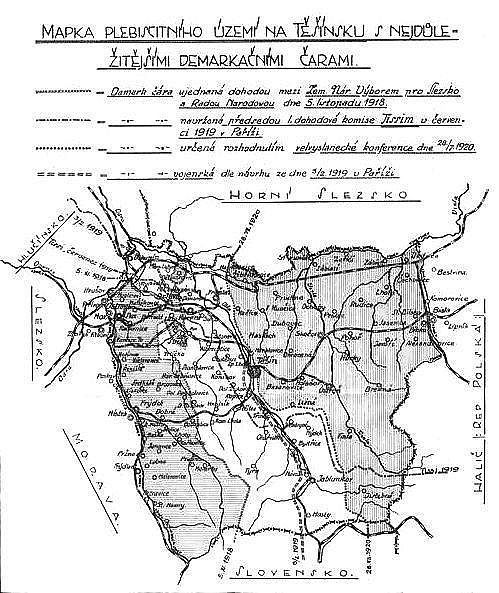
Dobová mapka plebiscitního území, s vyznačením nejdůležitějších demarkačních linií na Těšínsku před jeho rozdělením

Plebiscit na Těšínsku (polsky Plebiscyt na Śląsku Cieszyńskim) byl plebiscit, který se měl konat na Těšínsku v rámci československo-polského sporu o Těšínsko. Poprvé se měl konat po skončení první světové války, v roce 1920. Podruhé v souvislosti s Mnichovskou dohodou, v roce 1938. Ani v jednom případě se však neuskutečnil.
Po skončení první světové války vznikl mezi Československem a Polskem spor o Těšínsko. Tento spor měl být řešen za pomoci plebiscitu. Československo stálo původně na argumentu tzv. historického práva a plebiscit odmítalo. Posléze však konání plebiscitu přijalo, aby odvrátilo pro sebe nepříznivé rozdělení Těšínska podél tzv. Tissiho linie. Poté, co se ukázalo, že většina těšínského obyvatelstva by pravděpodobně hlasovala proti připojení k Polsku, Polsko plebiscit bojkotovalo a obě strany nakonec přijaly řešení územního sporu mezinárodní arbitráží.
V souvislosti s Mnichovskou krizí Polsko vyzvalo Československo k vydání východní části československého Těšínska a zformovalo u vzájemných hranic na Těšínsku armádní skupinu. V následující vzájemné výměně dopisů Polsko požadovalo okupaci sporného území polskou armádou a následné provedení plebiscitu na tomto území. Československo okamžitou okupaci odmítlo a následovalo 12 hodinové polské ultimátum o okamžitém vyklizení sporného území, které Československo v bezvýchodné situaci přijalo. Ke konání plebiscitu nedošlo.

## První plánovaný plebiscit, 1920

### Rámec událostí
Těšínsko bylo od roku 1327 (přijetí lenního vztahu těšínského knížete k českému králi), resp. 1339 (uzavření Trenčínské smlouvy) bez přerušení součástí zemí Koruny české. Jako jejich součást se následně stalo i součástí Rakousko-Uherska. Po smrti poslední těšínské kněžny Alžběty Lukrécie v roce 1653 se Těšínské knížectví stalo jako odumřelé léno Koruny české majetkem Habsburků, kteří byli od roku 1526 i českými králi. Na počátku 20. století v oblasti žili Češi, Poláci, Němci a Židé. Významná část obyvatelstva nebyla národnostně vyhraněná a uvědomovala si pouze svou regionální slezskou příslušnost (Šlonzáci). V důsledku industrializace na Těšínsko přicházeli početní přistěhovalci, zejména z polské Haliče (v roce 1910 až 12 % obyvatelstva Těšínska). V posledním rakouském sčítání lidu v roce 1910 (jehož výsledky zpochybňovali jak Češi, tak Poláci) uvedla nadpoloviční většina obyvatel Těšínska jako svoji obcovací řeč (tzv. Umgangssprache) polštinu, do této skupiny však byli zařazeni i Šlonzáci (hovořící do dnešní doby používaným těšínským nářečím), kteří měli přátelské vztahy s Němci a orientovali se ostře protipolsky.
Po skončení první světové války na Těšínsku vznikl český národní výbor a polský národní výbor. Polský výbor prohlásil Těšínsko za součást Polska a vojensky většinu Těšínska v noci z 31. října na 1. listopadu 1918 obsadil. Český výbor prohlásil Těšínsko za součást Československa. Napětí se stupňovalo a snaha uklidnit situaci vedla k uzavření prozatímní dohody o rozdělení Těšínska mezi oba národní výbory. Podle této dohody velká většina Těšínska prozatímně připadla Polsku. Československá vláda a česká veřejnost toto rozdělení vnímaly jako dlouhodobě nepřijatelné. Polská strana byla s tímto rozdělením spokojena.
Na konec ledna 1919 Polsko naplánovalo konání voleb do polského Sejmu. V rozporu s uzavřenou dohodou se tyto volby měly konat i v Polskem kontrolované části Těšínska, kde též Polsko zahájilo odvody místního obyvatelstva do polské armády. V souvislosti s konáním voleb Polsko v jím kontrolované části Těšínska rozmístilo vojenské jednotky. Československý protest proti konání voleb a vojenským odvodům místního obyvatelstva jako nepřijatelném projevu státní svrchovanosti ve sporném území byl Polskem odmítnut a Československo se rozhodlo pro vojenské řešení sporu. Vypukla sedmidenní válka a početně silnější československá vojska (hlavní polské síly v té době bojovaly na východě v polsko-ukrajinské válce o kontrolu nad východní Haličí) zabrala většinu sporného území. Československý útok se zastavil na nátlak Dohody.

### Plebiscit

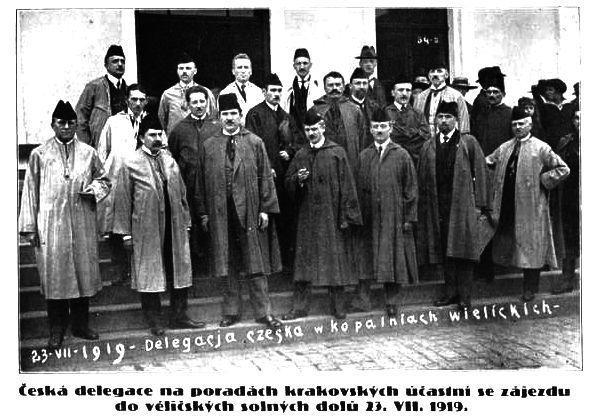
Česká delegace na dvoustranných jednáních v Krakově

Na jednáních mírové konference v Paříži týkajících se Těšínska československá strana argumentovala především historickým právem a ekonomickou a dopravní nezbytností Těšínska pro Československo. Polská strana argumentovala důvody národnostními, které československá strana odmítala s tím, že je Polsko neuplatňuje v případě svých nároků na Gdaňsk a východní Halič. Pokusy řešit sporné otázky dvoustrannými československo-polskými jednáními nebyly úspěšné.
Ve druhé polovině dubna 1919 Polsko navrhlo, aby o československo-polských hranicích na Těšínsku rozhodlo lidové hlasování. Tento postup považovali polští těšínští národovci za přirozené a nepochybné řešení celého sporu. Jejich optimismus však nebyl na polské straně všeobecně sdílen, objevil se i názor, podle kterého jde o nebezpečnou hru s nejasným výsledkem. Počátkem května se však v Polsku všeobecně věřilo, že plebiscit může znamenat řešení pro Polsko výhodné. Československá strana stála na programu historického práva a plebiscit odmítala.
V srpnu 1919 došlo na jednáních mírové konference v Paříži k obratu ve prospěch Polska, československé stanovisko bylo hájeno jen Francií. Jako hranice byla schválena tzv. Tissiho linie, přičleňující zhruba polovinu uhelného revíru a Košicko-bohumínskou dráhu (včetně Bohumína a Třince) Polsku. Za této situace přijala řešení plebiscitem i československá strana, přestože byl v rozporu s argumentem historického práva. Hlavní československý vyjednavač v Paříži, Edvard Beneš, po konzultaci s Josefem Koždoněm a těšínskými Němci, dospěl k závěru, že přijetí plebiscitu bude pro Československo výhodnější, než Tissiho linie jako hranice. 10. září 1919 Edvard Beneš v Paříži na zasedání spojené československo-polské komise navrhl řešení plebiscitem, a to na celém území Těšínska (a na dalších sporných územích, Oravě a Spiši). Tento návrh byl přijat, plebiscit měl mít ale jen informativní charakter.
Po složitých jednáních byly v Paříži dohodnuty zásady konání plebiscitu. Hlasovací právo měl mít každý občan starší 20 let, který měl na Těšínsku domovské právo, nebo tam bydlel k 1. srpnu 1914. Rozhodnutí o plebiscitu a hlasovacích podmínkách bylo formálně sděleno československé a polské vládě 27. září 1919. Polský tisk a veřejnost přijali toto rozhodnutí jako polské vítězství a očekávali další územní zisky. Polský sejm vyjádřil s plebiscitem jednomyslný souhlas. Československo muselo ve vztahu k Těšínsku opustit svůj program historického práva, ale získalo manévrovací prostor v pro sebe krajně nevýhodné situaci.

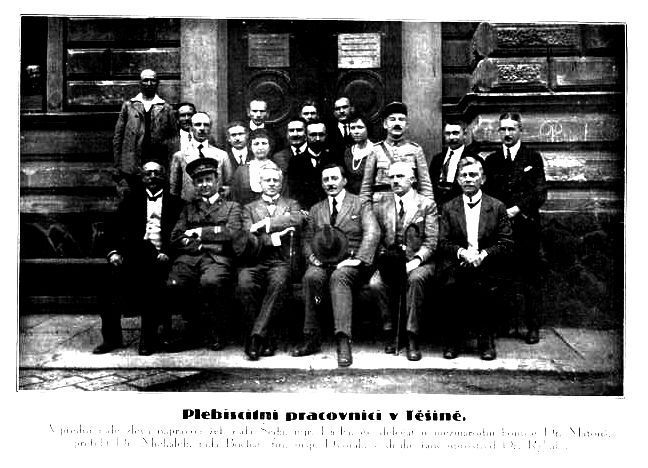
Čeští plebiscitní pracovníci v Těšíně

Původní představy byly, že se plebiscit uskuteční do tří měsíců od vyhlášení rozhodnutí (ke kterému došlo 1. října 1919). Tyto představy se však ukázaly jako neuskutečnitelné. Měsíc trvalo jen jmenování plebiscitní komise, jejímž předsedou se stal francouzský zástupce hrabě de Manneville. Následovala složitá jednání o určení okruhu osob, které by měly mít právo v plebiscitu hlasovat. Termín konání plebiscitu byl prodloužen tak, že se má konat do tří měsíců od zahájení činnosti plebiscitní komise.
Obě strany se na Těšínsku začaly na plebiscit připravovat ještě před jeho oficiálním vyhlášením. Vznikla česká plebiscitní komise s tiskovým odborem, organizační komisí, přednáškovou sekcí, hospodářskou sekcí a zvláštní sekcí tajné policie, která udržovala styky se Šlonzáky i těšínskými Němci a měla své agenty též na území pod polskou správou. Československou plebiscitní propagandu ovlivňovala i účast československého ministerstva vnitra a ministerstva zahraničních věcí. Vznikly též okresní a mnohde i místní plebiscitní komise. Na plebiscitní kampani se podílely i mnohé další organizace a spolky, např. spolek České srdce pro Slezsko.
Na polské straně vznikla Hlavní plebiscitní komise (Główny Komitet Plebiscitowy) s tiskovým, redakčně vydavatelským, přednáškovým a divadelně-zábavním referátem. Byly organizovány obvodové a místní plebiscitní výbory. Na přelomu let 1919 a 1920 měla polská komise 24 obvodních a více než 100 místních plebiscitních výborů, nepočítaje v to tajné výbory na území pod československou správou. Byly též vytvořeny zvláštní organizace železničářů s devíti obvodními výbory, jimž byly podřízeny výbory v jednotlivých železničních stanicích. V listopadu 1919 též vznikla plebiscitní sekce v rámci II. oddělení polského ministerstva vojenství. Její těšínský organizátor, poručík Bolesław Ostrowski, na přelomu let 1919-1920 založil organizaci Tajna Organizacja Wojskowa, soustřeďující přes 3000 polských vojáků a důstojníků z Těšínska, demobilizovaných po dobu plebiscitu. Ve Varšavě vznikl Komitet Pomocy dla Śląska Cieszyńskiego, jehož předsedou se stal maršálek sejmu.

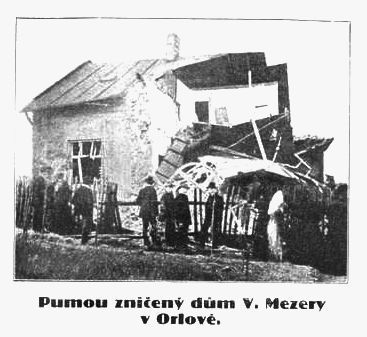
Pumou zničený dům v Orlové při pokusu o atentát na Josefa Šnejdárka 15. května 1920

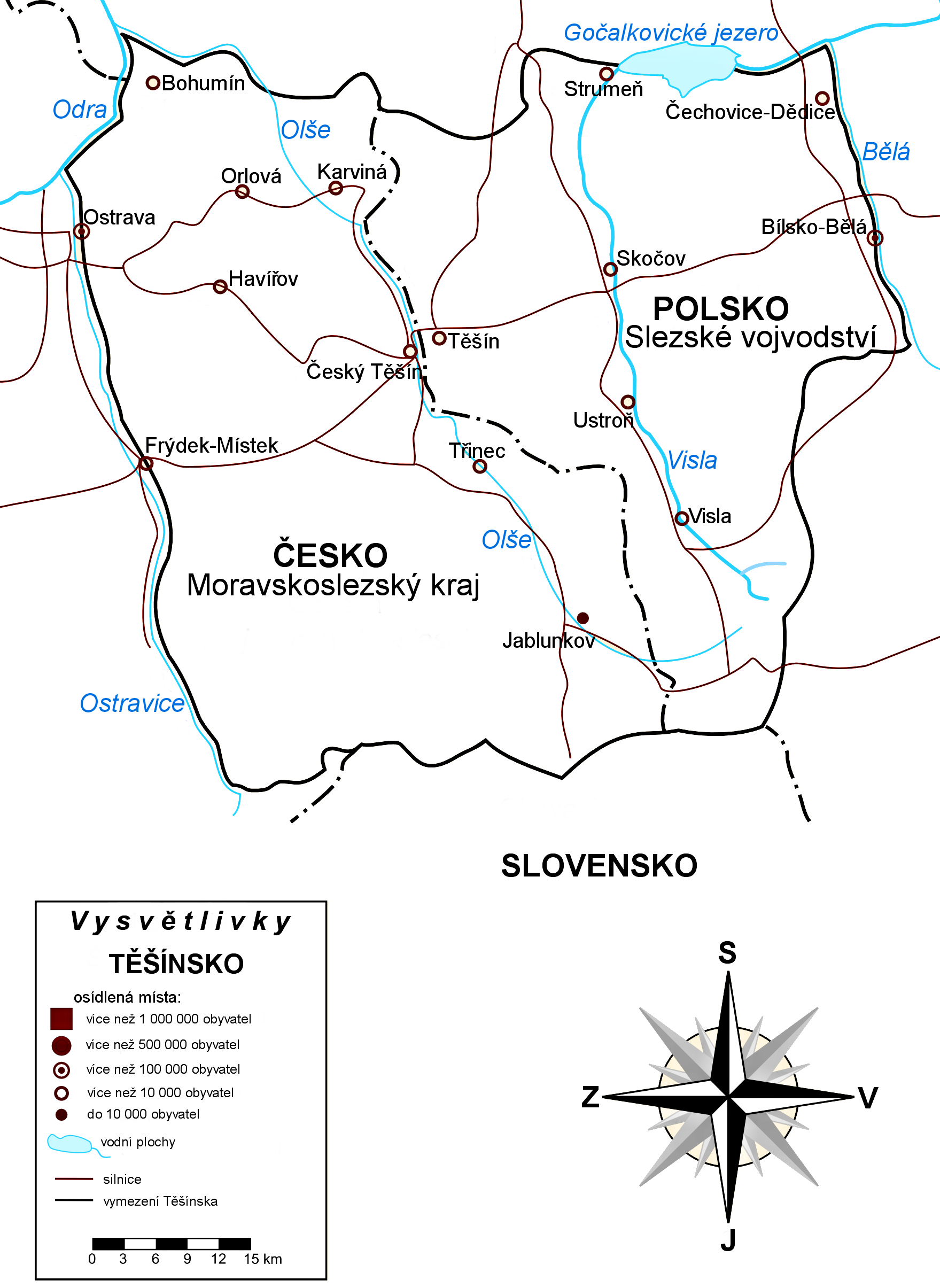
Těšínsko, rozdělené dnes mezi Česko a Polsko

Neustále se prodlužující provizorium a agitační plebiscitní kampaně vedly k radikalizaci situace. Množily se násilnosti, vznikaly polovojenské organizace z místního obyvatelstva, řízené důstojníky. V těchto složkách (česká Občanská obrana a polská Tajna Organizacja Wojskowa, založená na přelomu let 1919-1920) působilo na obou stranách asi 3000 osob. Především na demarkační čáře docházelo k přestřelkám, jichž se účastnily stovky osob. Polské bojůvky byly dobře vyzbrojeny, pronikaly hluboko na území kontrolované Československem, zatýkaly české agitátory a posílali je do internačních táborů v polském vnitrozemí. Dohodová plebiscitní komise byla často bezradná, nebyla schopna čelit vlně násilností a najít schůdné východisko v navzájem protikladných návrzích českých, polských, ale i německých a šlonzáckých.
Poté, co polská strana zjistila, že zřejmě nebude moci počítat s německými a šlonzáckými hlasy, začala organizaci plebiscitu bojkotovat. Na polské straně se uvádí, že polská strana začala plebiscit bojkotovat z důvodu neúčinnosti protestů proti zaujatému jednání Mezinárodní plebiscitní komise a postupujícímu krachu dosavadních propolských nálad mezi místním obyvatelstvem vlivem bezohledného českého pronásledování, nezájmu polské vlády o osud těšínských Poláků a nízké hospodářské úrovni Polska. Podle československých propočtů by v plebiscitu hlasovalo přibližně 63,5 % obyvatel (275 470 z celkem 433 921) proti rozdělení Těšínska a proti jeho připojení k Polsku. Paradoxně největší podpora pro připojení k Polsku byla mezi obyvateli té části Těšínska, která byla přiřčena Československu, a největší odpůrci připojení k Polsku pocházeli z těch oblastí Těšínska, které byly přiřčeny Polsku.
23. června 1920 vyzvala Velvyslanecká konference československou a polskou vládu, aby se vyslovily k možnosti řešení mezinárodní arbitráží do 15. července, jinak měl být přes všechny obtíže proveden do deseti dnů plebiscit. Polsko se rozhodlo pro arbitráž, Československo váhalo (československá vláda i parlament byly proti arbitráži a pro plebiscit). Nakonec, na mezinárodní konferenci ve Spa, kde byla projednávána otázka německých reparací a kde Polsko žádalo o pomoc Dohody v pro něj neúspěšně se vyvíjející polsko-sovětské válce, byl 10. července 1920 po československém i polském váhání podepsán československo-polský souhlas s arbitráží. V Polsku byl souhlas s arbitráží díky situaci na polsko-sovětské frontě přijat rezignovaně, česká politická scéna téměř jednoznačně souhlas odsuzovala. Velvyslanecká konference vydala své rozhodnutí o rozdělení Těšínska 28. července 1920. Československá strana rozhodnutí přes svůj nesouhlas podepsala týž den (minimální československé požadavky byly přijaty) a polská 31. července 1920. Polská strana současně předala slavnostní ohrazení, které kritizovalo nerespektování národnostních poměrů při stanovení hranic.

### Dobová agitace

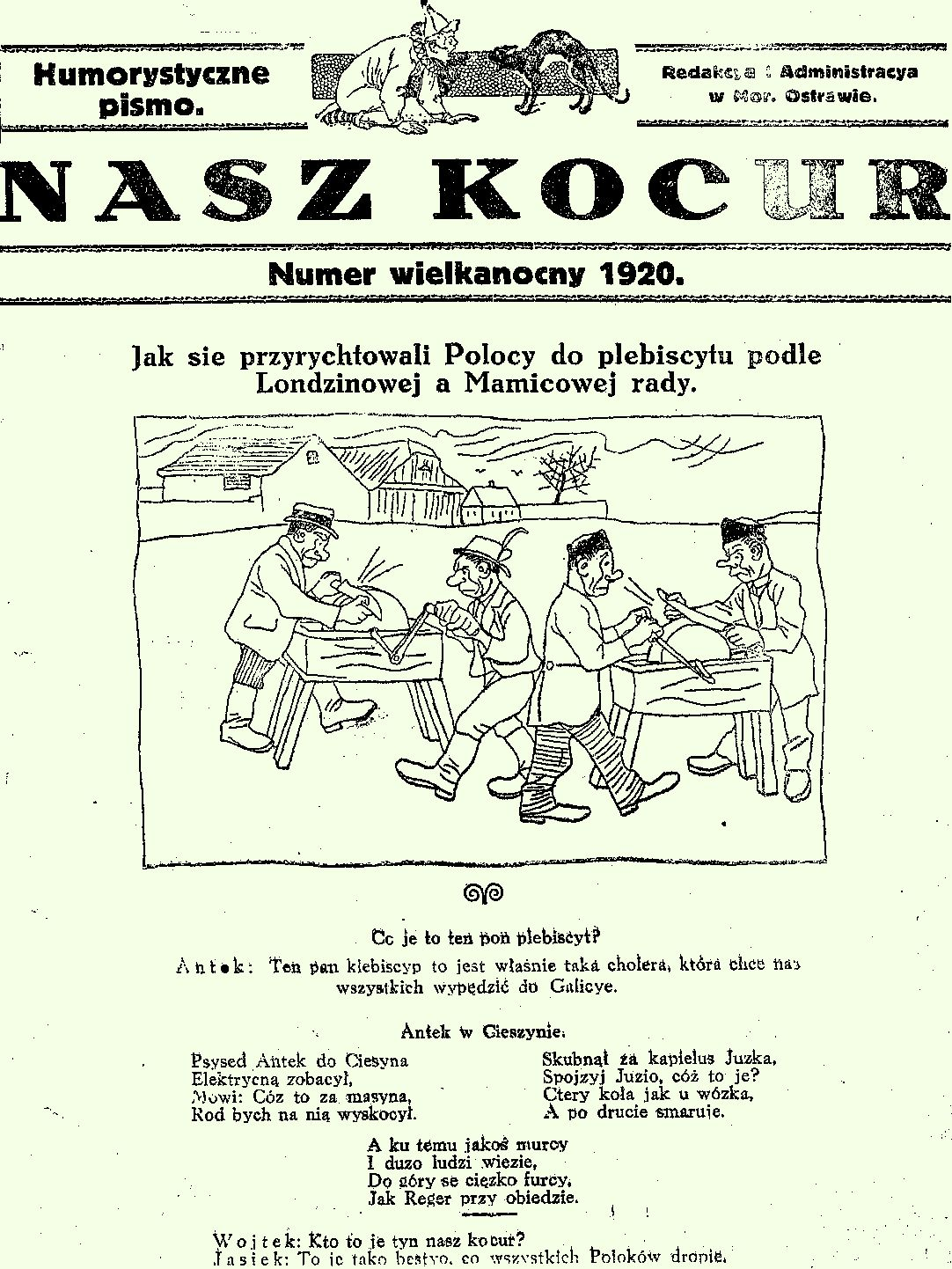
Protipolská šlonzácká agitace v humoristickém listu „Nasz Kocur“, vydávaném Josefem Koždoněm v Moravské Ostravě
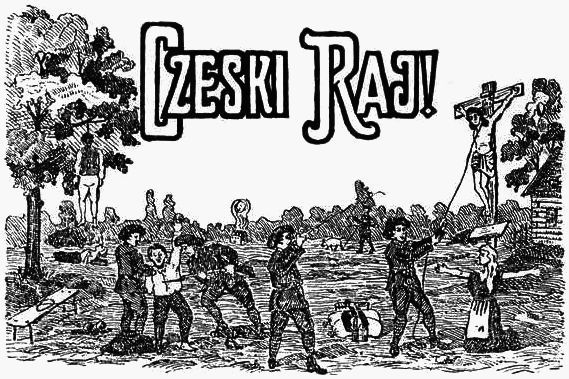
Protičeský polský leták, ukazující československé legionáře z Francie jako vrahy a nepřátele náboženství
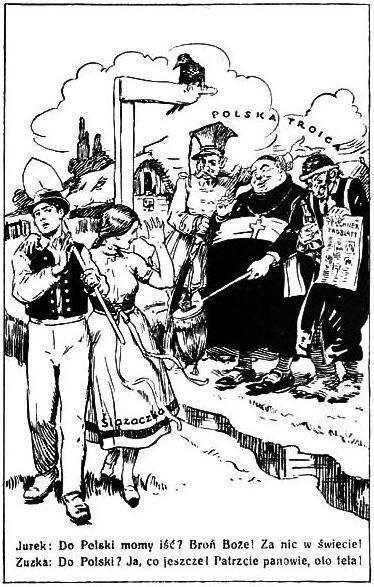
Protipolská česká agitace, zaměřená na Šlonzáky
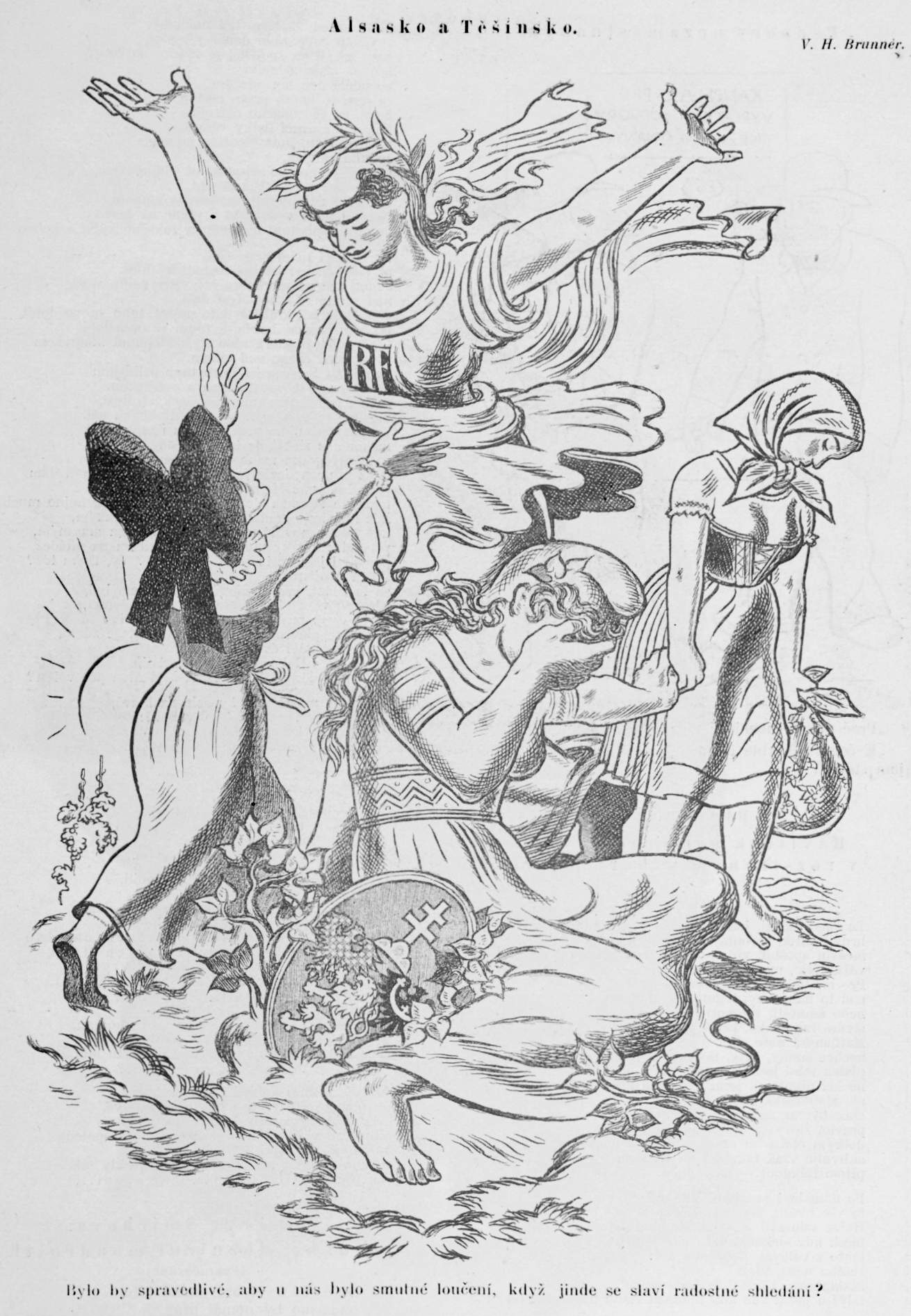
Obrázek srovnávající osud Alsaska vráceného Francii s osudem Těšínska, částečně ztraceného Československem, humoristický list „Šibeničky“

## Druhý plánovaný plebiscit, 1938

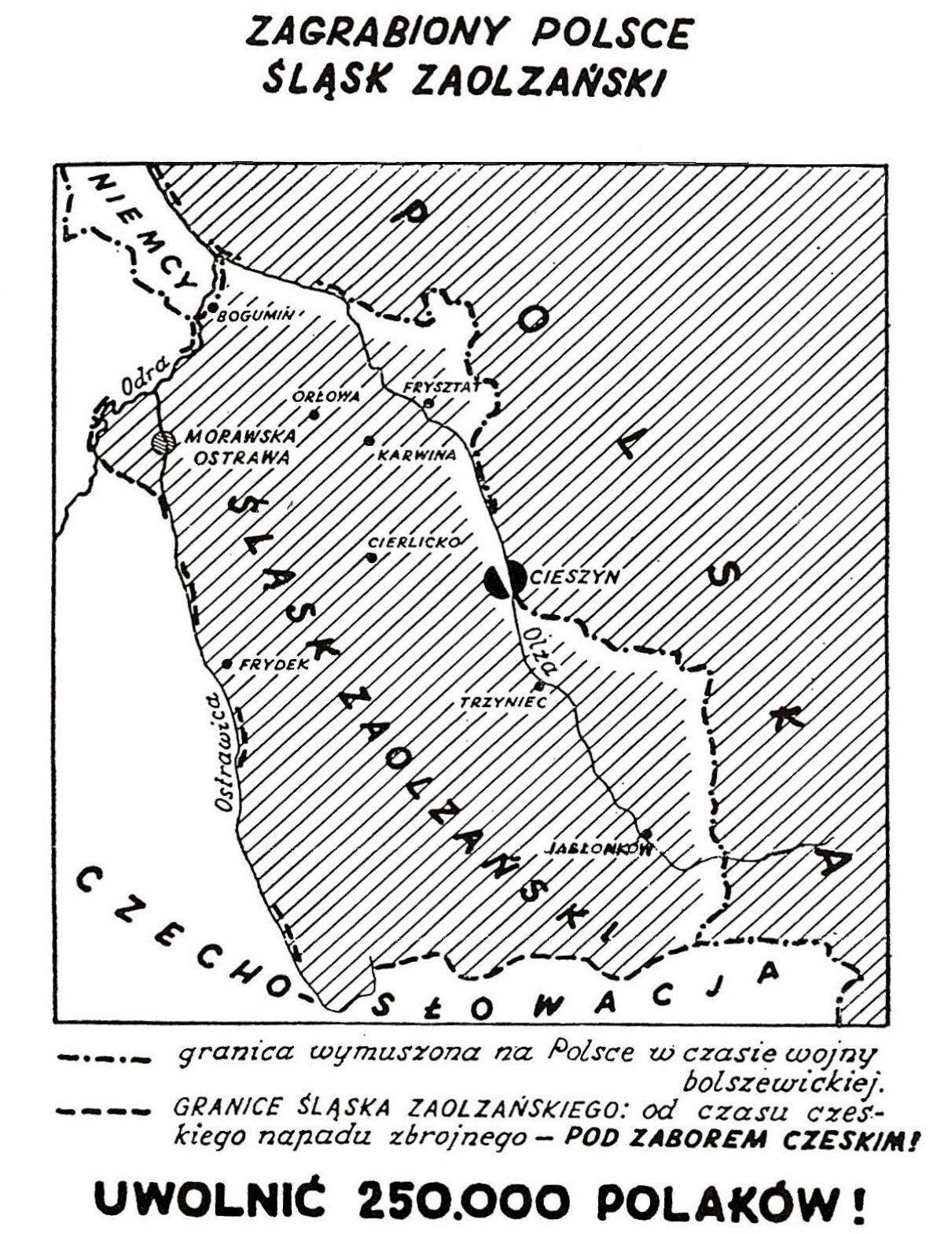
Polský meziválečný leták, ukazující „Polsku ukradené území“ (celé československé Těšínsko a malá část Moravy - Moravská Ostrava a okolí) a volající po osvobození údajně až 250 000 na tomto území žijících Poláků

### Rámec událostí
Po rozdělení Těšínska v roce 1920 zůstala na československém Těšínsku silná polská menšina (podle sčítání lidu v roce 1930 ve východní části československého Těšínska (tzv. Zaolzie) celkem 35 % obyvatel). Národnostní postoje této menšiny se vyvíjely především v závislosti na mezinárodní situaci. Do ledna 1934 je možné se z polské strany setkat s projevy loajality, resp. s velmi pozitivním hodnocením národnostní politiky Československa. Výrazným předělem ve vzájemných vztazích byl leden 1934, kdy došlo k podpisu německo-polského paktu o neútočení. V Polsku byla zorganizována kampaň k 15. výročí sedmidenní války a poté nastalo období psychóz. Jedna kampaň střídala druhou, přibývalo útoků, sabotáží, organizovaných diverzí, docházelo k vypovídání československých příslušníků z Polska a polských z Československa. Československé orgány zabavovaly polský tisk, několik set polských železničářů bylo z národnostně smíšeného území přesunuto do českého vnitrozemí. Polské požadavky se stupňovaly a vyúsťovaly až v představu o československém Těšínsku jako o území výhradní polské teritoriální expanze. Československo od roku 1920 nárok na tu část Těšínska, která byla přiřčena Polsku, nevznášelo.
Počátkem roku 1938 vznikl Svaz Poláků v Československu, který po vzoru henleinovců vystoupil s požadavkem rozsáhlé autonomie, směřující k revizi hranic na Těšínsku. Zástupci polské menšiny koordinovali na pokyn z Varšavy svůj postup s německou menšinou a slovenskými autonomisty. Odmítli nový národnostní a jazykový statut z července 1938 a předali své požadavky i Runcimanově misi. V Polsku se mezitím rozvinula mohutná propagandistická kampaň za připojení československé části Těšínska k Polsku. Polsko organizovalo bojový a diverzní výcvik československých Poláků, kteří měli podpořit polská vojska v případném válečném konfliktu s Československem.

### Plebiscit
19. září 1938 vyzvaly v rámci tzv. Mnichovské krize vlády Francie a Spojeného království Československo k vydání pohraničních oblastí, ve kterých tvořila německá menšina podle sčítání lidu z roku 1910 více, než 50 %. 21. září 1938 žádalo Polsko nótou Československo, aby učinilo rozhodnutí, týkající se území východního československého Těšínska (Zaolzie). Stejný den Polsko zformovalo Samostatnou operační skupinu „Slezsko“ o síle 35 966 mužů, 837 koní, 234 děl, 1 pancéřového vlaku a 103 letadel, a rozmístilo ji u československých hranic. Československá vláda odpověděla 25. září 1938 a navrhla okamžitá československo-polská jednání. Následující den, 26. září 1938 napsal prezident Edvard Beneš v obavě z polského vojenského útoku v době předpokládané války s Německem polskému prezidentovi Mościckému a navrhl mu změnu hranic na základě vzájemné dohody. 27. září 1938 žádalo Polsko odstoupení části československého Těšínska, které by bylo obsazeno polským vojskem a poté by na tomto území byl proveden plebiscit. V tomto plebiscitu by hlasovaly osoby, které se měly zúčastnit neuskutečněného plebiscitu v roce 1920 a jejich potomci.
Československo odpovědělo 30. září 1938, den po podepsání Mnichovské dohody (která, mimo jiné, stanovila, že Československo musí do tří měsíců dohodou s Polskem upravit problém polské menšiny). V této odpovědi Československo odmítlo okamžitou polskou okupaci, zaručilo se však, že úprava hranic bude provedena bez ohledu na případný „obrat mezinárodní situace“ a navrhlo procedury úpravy hranic na základě návrhu smíšené československo-polské komise a za záruky západních velmocí. Polsko návrh odmítlo jako neuspokojivý a stejný den, 30. září 1938, předalo Československu krátce před půlnocí ultimátum, požadující okamžité stažení všech československých ozbrojených složek z většiny území Těšínska do 10. října 1938. Lhůta pro bezvýhradné přijetí tohoto ultimáta byla Polskem stanovena na 12 hodin, jinak Polsko činilo Československo odpovědné za další průběh událostí. 1. října 1938 Československo, nemaje jiného východiska, polské ultimátum přijalo.